# Tadeusz Stępowski
Tadeusz Stępowski (ur. 13 maja 1908 w Woli Sernickiej na Lubelszczyźnie, zm. 22 lipca 1971 w Olsztynie) – prozaik, publicysta w okresie okupacji działacz podziemia.
W 1926 roku ukończył w Warszawie gimnazjum, następnie studiował w Wyższej Szkole Gospodarstwa Wiejskiego w Cieszynie. Debiutował w 1938 na łamach czasopisma "Rolnik Polski" jako publicysta. Aktywnie wspierał młodzież wiejską i współpracował z prasą ludową. W czasie okupacji kilkakrotnie zmieniał miejsce zamieszkania. Po wyzwoleniu komisarz ziemski w Piszu i Biskupcu Reszelskim. W 1953 został redaktorem "Słowa na Warmii i Mazurach".

## Twórczość
Powieści:
- Daleka droga 1958
- Czterej synowie Raka 1959
- Awantura w Ostródzie 1961
- Było to wczoraj 1966

Opowiadania:
- Nie łatwo jest kochać 1960
- Gawędy minionego czasu 1961
- Jutro będzie inaczej 1965
- Od Sasa i od lasa 1967

Baśnie:
- Od Wielunia diabeł hula: Historie nie do wiary z krainy między Wartą, Liswartą i Bzurą leżącej 1966